# Повелитель темряви
«Повелитель темряви» (інша назва: «Знак хана Єрліка») — радянський художній фільм 1990 року, знятий режисером Віктором Чугуновим на кіностудії «Катарсіс».

## Сюжет
Коли в табунщика народився син, Великий Повелитель підземного царства Ерлік-Хан напророкував новонародженому, що саме його, досягнувши сімнадцятиріччя, принесуть на жертву на спокуту людської гордині. Але Мухамед — так назвав його батько — виріс добрим і відважним. Юнак зумів змусити Повелителя темряви змінити своє призначення.

## У ролях
- Нуржуман Іхтимбаєв — Єрлік-Хан / Жамбирші
- Єрік Жолжаксинов — Мухамед
- Нурлибай Єсімгалієв — Каратун
- Булат Аюханов — Жестернак
- Байкенже Бельбаєв — Бектас, табунщик
- Раїса Мухамедьярова — Акмарал, дружина табунника
- Гульфіда Гафурова — Гульжан
- Макіль Куланбаєв — Агибай Шишен
- Атагельди-ага Ісмаїлов — Таласбай
- Дімаш Ахімов — Жельберген
- Марат Азімбаєв — Сурмерген-батир
- Ураз Дюсенов — Касим, батько Гюльжан
- Єсболган Отеулінов — Темірбай
- Маулен Халиков — маленький Мухамед
- Куаниш Сарсенбаєв — маленький Темір
- Каріна Назарбаєва — маленька Гульжан
- Джамбул Худайбергенов — слуга Ерлік-Хана
- Жаксибек Курманбеков — слуга Єрлік-Хана
- Т. Бексултанов — слуга Ерлік-Хана
- Григорій Єфімов — слуга Єрлік-Хана
- Жанас Іскаков — шайтан
- Касим Жакібаєв — шайтан
- К. Базарбаєв — шайтан
- Тамара Косубаєва — роль другого плану
- Шахан Мусін — епізод
- Камал Кармисов — епізод
- Акил Куланбаєв — епізод
- Сайдаль Абилгазін — епізод
- Гульзія Бельбаєва — епізод
- Турахан Садикова — епізод
- Ігор Сейфуллін — епізод
- Ісхар Хішанло — епізод
- Володимир Даниленко — епізод
- Володимир Пугачов — епізод
- Б. Єгізбаєв — епізод
- Шаймерден Хакімжанов — епізод
- Жанал Бектасова — епізод
- Аубакір Ісмаїлов — епізод
- Аксакал Калмирзаєв — епізод
- Лесбек Кумашов — епізод
- Бібіза Куланбаєва — епізод
- Бекболат Курмангожаєв — епізод
- А. Карменов — епізод

## Знімальна група
- Режисер — Віктор Чугунов
- Сценаристи — Віктор Чугунов, Алмаз Ордабаєв
- Оператори — Віктор Осенніков, Сергій Осенніков
- Композитор — Аїда Ісакова
- Художник — Віктор Ледньов